# Helix DNA
Helix DNA is een multimediaproject dat een programma ontwikkelt om diverse audio- en videoformaten af te spelen. RealNetworks is de oprichter van het project en heeft bovendien veel code bijgedragen. De Helix DNA Client en de Helix Player worden uitgegeven onder de GPL-licentie.

## Toepassingen
- Helix Player, voor Linux, Solaris, Symbian en FreeBSD
- RealPlayer, voor Windows, Mac, Android en PalmOS